# Julien Lehouck
Juliaan Joseph (Julien) Lehouck (Egem, 14 september 1896 - Breendonk, 25 februari 1944) was een Belgische atleet, burgemeester en weerstander. Als atleet was hij gespecialiseerd in de sprint en  het verspringen. Hij nam eenmaal deel aan de Olympische Spelen.

## Biografie
Julien Lehouck, die aangesloten was bij een club uit Ronse, nam in 1920 deel aan de Olympische Spelen van Antwerpen. Hij werd uitgeschakeld in de kwalificaties van het verspringen en de series van de 100 m. Samen met Max Houben, Omer Smet en Paul Brochart werd hij ook uitgeschakeld in de series van de 4 x 100 m.
In 1921 trouwde Lehouck met Simonne Gerbehaye, de dochter van een ondernemer uit Senzeille. Na het overlijden van zijn schoonvader werd hij bedrijfsleider en burgemeester van het dorp.
Tijdens de Tweede Wereldoorlog ging het echtpaar Lehouck-Gerbehaye in het verzet. Vanaf 1941 werden er Joden verborgen in het kasteel waarin het echtpaar woonde. Op 11 februari 1944 werd het kasteel omsingeld door de Gestapo en werd Lehouck gearresteerd op beschuldiging van spionage en hulpverlening aan de geallieerden. Hij werd gedeporteerd naar Breendonk, waar hij veertien dagen later werd opgehangen.

## Persoonlijke records
| Onderdeel   | Prestatie | Datum | Plaats |
| ----------- | --------- | ----- | ------ |
| verspringen | 6,62 m    | 1920  |        |

## Palmares

### 100 m
- 1920: 4e in serie OS in Antwerpen

### verspringen
- 1920: 25e in kwal. OS in Antwerpen - 5,72 m

### 4 x 100 m
- 1920: 4e in serie OS in Antwerpen - 43,7 s